# Johannes Müller (compositeur)
Pour les articles homonymes, voir Johannes Müller (homonymie) et Müller.
Johannes Müller, né le 23 juillet 1893 à Berlin et y décédé le 31 août 1969, est un compositeur, ténor d'opéra et acteur allemand.

## Biographie
Johannes Müller étudie à la Max Reinhardts Schauspielschule du Deutsches Theater à Berlin. De 1911 à 1914 il joue comme acteur au théâtre de Gera, en Thuringe. Pendant la Seconde Guerre mondiale, il retourne à Berlin, où il se produit dans divers théâtres comme ténor d'opérette. Il chante le rôle de Franz Schubert lors la première berlinoise de la comédie musicale Das Dreimäderlhaus d'Heinrich Berté et le rôle-titre lors de la création de l'opérette Der Vetter aus Dingsda d'Eduard Künneke. En plus de son travail de compositeur Johannes Müller se consacre également à la direction d'orchestre.

## Œuvres principales
- Hans und Hanna, comédie musicale en 3 actes. Livret de Herbert Grube.
- Die Mädele von Biberach, Singspiel (opérette) en 3 actes. Livret de Julius Brandt.
- Musik und Liebe, opérette en 3 actes. Livret de Max Eduard Fischer.
- Der tolle Markgraf, opérette en 3 actes. Livret d'Oskar Felix.
- Zwei glückliche Menschen, opérette en 3 actes. Livret d' Anne-Liese Schmolz.

Müller a également composé la musique pour des longs métrages Eine Frau kommt in die Tropen (1938) et Die Stimme aus dem Äther (1939), ainsi que du film de propagande antisémite Les Rothschilds (1940).